# Denanyar (Jombang)
Denanyar is een bestuurslaag in het regentschap Jombang van de provincie Oost-Java, Indonesië. Denanyar telt 9964 inwoners (volkstelling 2010).